# Dan Hardy
Daniel Mark "Dan" Hardy, född 17 maj 1982, är en brittisk MMA-utövare som tävlar i organisationen UFC:s welterviktdivision. Hardy har varit regerande mästare i organisationen Cage Warriors welterviktdivision. Av Hardys 25 vinster har 15 kommit via knockout. Är idag kommentator i Cage Warriors.
Hardy började träna taekwondo när han var sex år och har idag svart bälte i kampsporten. 2002 åkte han till Kina för att träna med Shaolinmunkarna vid Shaolintemplet. Han gick sin första professionella MMA-match i juni 2004. Mellan 2004 och 2008 gick han bland annat 14 matcher i organisationen Cage Warriors och vann 12 av dem. Den 18 oktober 2008 debuterade Hardy i UFC då han besegrade Akihiro Gono på UFC 89. Han vann sina tre första matcher i organisationen och besegrade, förutom Gono, även Rory Markham och Marcus Davies. 
När Hardy besegrade Mike Swick under UFC 105 den 14 november 2009 blev han lovad att gå en titelmatch mot den regerande mästaren i welterviktdivisionen, Georges St. Pierre. Detta gör att Hardy blev den första brittiska fightern att få titelchans i UFC.  
De båda möttes den 27 mars 2010 på UFC 111 och Hardy förlorade mot St. Pierre via domarbeslut efter fem ronder av dominant brottning från St. Pierre. Hardy fick beröm för sin kämpaglöd och sin envishet att vägra tappa trots risken att bryta armen. En trött Dan Hardy sade direkt efter matchen "Tap? I don't even know the meaning of tap? I don't give up".
Efter sin förlust mot St. Pierre förlorade Hardy ytterligare tre, Carlos Condit, Anthony Johnson och Chris Lytle. 
Fans bad UFC:s styrelse att kasta ut Dan Hardy ur UFC, men Lorenzo Fertitta (ägare av UFC) sade "We won't cut Hardy out, i like guys who just don't fight for the money" 
Till sin nästa match mot Duane Ludwig tränade Hardy med före detta tungviktsmästaren Frank Mir och hans lag med tränare.
Dan Hardy tystade kritikerna när han knockade ut sin barndomsidol och dåvarande rekordhållaren för den snabbaste knockouten i MMA historia Duane Ludwig med en perfekt vänsterkrokskontring. Han vann då Knockout of the night och blev kandidat till knockout of the year. 
Dan Hardy vann sin senaste match över The Ultimate Fighter säsong 7-vinnaren Amir Sadollah. Under matchen visade Hardy en ny arsenal med brottning, ground and pound och takedowns. Dan Hardy kontrollerade matchen och vann på domslut.
En match mot Matt Brown var planerad till april 2013, men under läkarundersökningen framkom det att Hardy hade [[Wolff–Parkinson–White syndrom]], som är ett extra hjärtslag som kan leda till hjärtinfarkt under stor stress och liknande. Läkarna beslöt att inte ge tillstånd för Hardy att slåss förrän de är helt säkra på att han kan slåss riskfritt. Hardy ogillade beslutet då han menade att om han klarar stressen med att slåss om världstiteln så klarar han nog det mesta. Hardy väntar på beslut om han får fortsätta att slåss. Hardy jobbar som kommentator för UFC under galor i England sedan han blev diagnostiserad.
Dan Hardy brukar använda låten "England Belongs to Me" av Cock Sparrer där han sjöng på deras album när han tågar ut till oktagonen med sitt följe.